# 诺伊马克

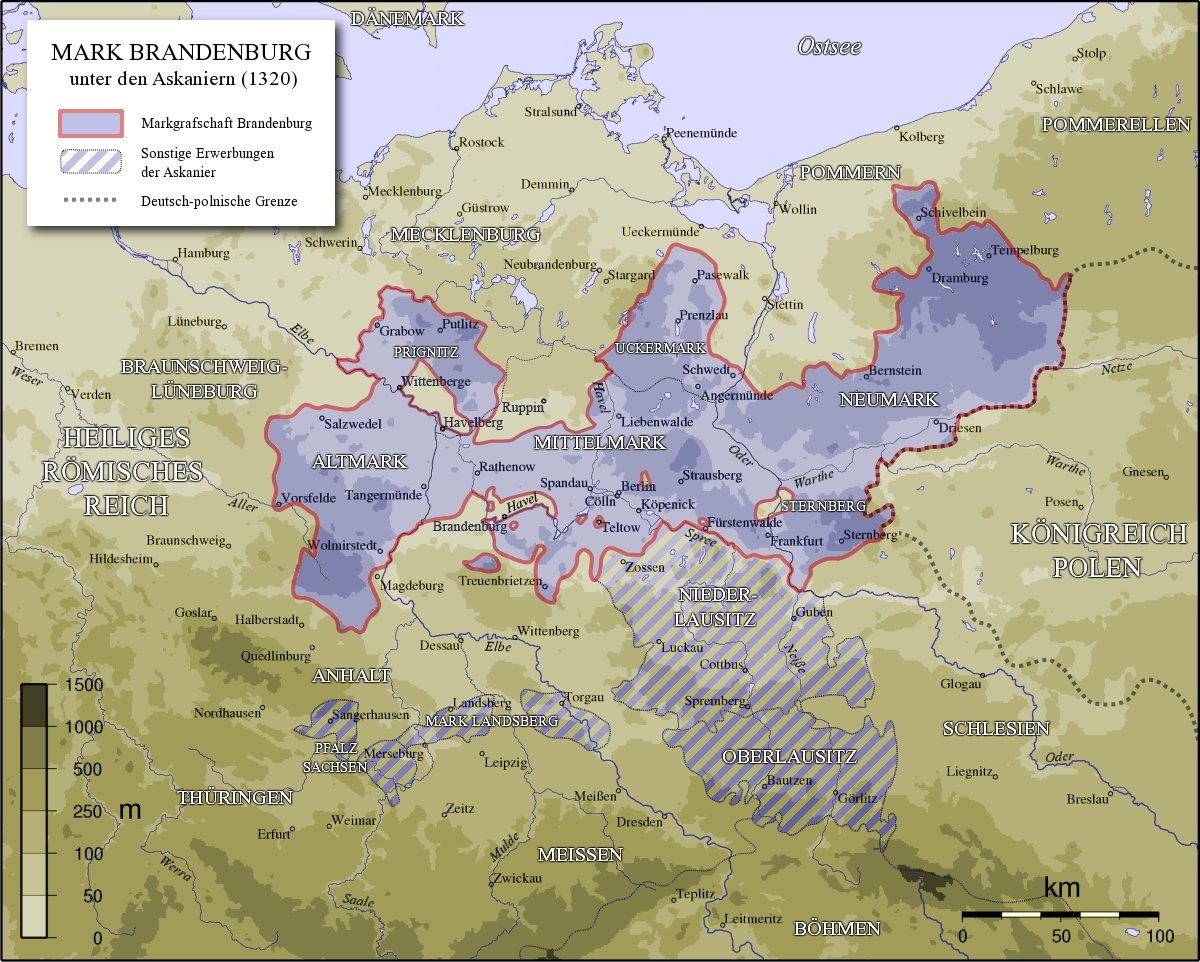
地圖

诺伊马克（德語：Neumark；意为“新边区”），或東布蘭登堡（德語：Ostbrandenburg），在1945年前是屬於普魯士勃兰登堡省奧得河以東區域，現今屬於波蘭。
中世紀屬於波蘭，被稱為莱布斯地区，隨著13世紀中期布蘭登堡侯爵國成立，被命名為诺伊马克。1701年成為普魯士王國的一部分。1871成為德意志帝國一部分，一戰後，依然保留在威瑪共和國內。
二戰後期，波茲坦宣言將東普魯士割讓給波蘭政府，1945年後成為波蘭的一部分。波蘭移民大舉移入並驅趕德裔居民。